# David López i Silva
David López i Silva (Barcelona, 9 d'octubre de 1989) és un futbolista professional català que juga al Girona FC com a migcampista defensiu. És internacional amb la selecció catalana
Ha jugat la major part de la seva carrera amb el RCD Espanyol, amb 225 partits en dues tongades. També va estar dos anys jugant a Itàlia al SSC Napoli.

## Carrera de club

### Espanyol
Nascut a Barcelona,David López es va formar al planter del RCD Espanyol, i va debutar amb el filial la temporada 2008–09, a Tercera Divisió. L'agost de 2009 fou cedit al Terrassa FC de Segona Divisió B, on fou titular habitual malgrat que l'equip va descendir de categoria.
David López va tornar a l'Espanyol el juny de 2010, i va debutar amb el primer equip a La Liga el 26 de setembre, entrant com a suplent als darrers minuts en una victòria a casa per 1–0 contra el CA Osasuna. De tota manera, va continuar jugant regularment amb l'equip B.
L'11 d'agost de 2011, López fou cedit al CD Leganés de Segona B. Un any després, fou novament cedit a la SD Huesca de Segona Divisió.
El 16 de juny de 2013, López retornà a l'Espanyol després que els Pericos executessin la clàusula de recompra del seu contracte. Va marcar el seu primer gol a la màxima categoria el 24 d'agost, el primer del seu equip en una victòria per 3–1 a casa contra el València CF.

### Napoli

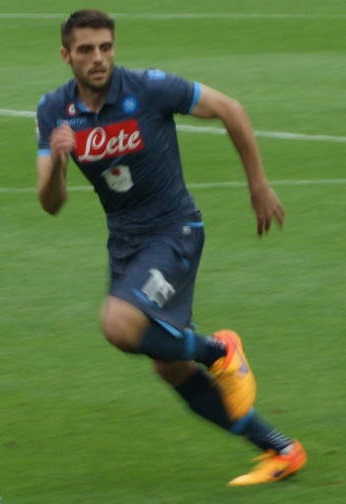
David López, al Napoli, el 2015.

El 31 d'agost de 2014, la SSC Napoli va fitxar David López amb un contracte per cinc anys. Va debutar a la Serie A el 21 de setembre, jugant els 90 minuts i veient una targeta groga en una derrota per 0–1 contra l'Udinese Calcio.
David López va marcar el seu primer gol amb els italians el 7 de maig de 2015, donant avantatge al seu equip en un eventual empat 1–1 a casa contra l'FC Dnipro Dnipropetrovsk a les semifinals de la Lliga Europa de la UEFA 2014–15.
Després de dues temporades a Itàlia (a la primera el jugador va competir força minuts, però amb l'arribada de l'entrenador Maurizio Sarri el migcampista va perdre importància en els esquemes de l'equip. Finalment, el 26 d'agost de 2016 es feia oficial el seu retorn al RCD Espanyol per quatre temporades a canvi de 4 milions i mig d'euros.

### Retorn a l'Espanyol
El 26 d'agost de l'any 2016, David va tornar a l'Espanyol amb un contracte per quatre anys. Durant la majoria del temps va ser usat per Quique Sánchez Flores com a defensa central i, jugant en aquesta posició, va marcar en una derrota per 1–4 al Camp Nou contra el FC Barcelona el 18 de desembre.
L'agost de 2018, López va ampliar contracte fins al 2023. Va marcar quatre gols, el seu màxim en una temporada a primera la campanya 2019–20, però l'equip va descendir de categoria; va marcar el primer el 4 de gener en un empat 2–2 amb el FC Barcelona a l'RCDE Stadium. El 23 de febrer, fou expulsat per primer cop amb el club, després de veure dues grogues en els primers 25 minuts en un partit que acabà en derrota per 2–1 contra el Reial Valladolid.
López va jugar habitualment amb l'Espanyol la temporada 2020-21 a segona en què l'equip va acabar campió i ascendint. Va marcar un gol aquella temporada, el de l'empat en una victòria per 3–1 contra el CE Castelló el 26 de març. El 9 de juny de 2022, després d'un any complicat per les lesions, l'Espanyol va fer oficial que no renovaria el jugador per a la temporada següent. David López s'acomiadava del club de la seva vida després de comunicar-li que no renovarien el seu contracte.

### Girona FC
David López va fitxar el 25 de juliol de 2022 pel Girona FC, amb contracte per dos anys. El desembre de 2023, amb 34 anys, va ampliar la seva vinculació al club fins al juny de 2026. El 2 d'octubre, López va marcar el primer gol internacional del club quan va obrir el marcador en una derrota per 2-3 contra el Feyenoord neerlandès.

## Internacional

### Selecció catalana
El 30 de desembre de 2013 va disputar amb la selecció catalana el Trofeu Catalunya Internacional 2013, un partit contra la selecció de Cap Verd, un partit disputat a l'Estadi Olímpic Lluís Companys de Barcelona, que va acabar amb victòria de la selecció catalana per 4 gols a 1. El 28 de maig de 2025 va disputar amb la selecció catalana el partit contra Costa Rica, en una victòria per 2 a 0 a l'Estadi Johan Cruyff.

## Palmarès
Napoli
- Supercoppa Italiana: 2014

Espanyol
- Segona Divisió: 2020–21[32]